# The Video (All Saints album)
Live: Sold Out! er et videoalbum fra den britiske pigegruppe All Saints, der blev udgivte i Canada. Det indeholder optagelser fra live-optrædener og interviews fra deres første år som gruppe.

## Indhold
Coverbilledet er det samme som på gruppens debutalbum, All Saints. Samlingen, der har en spilletid på 58 minutter, har musikvideoer af singlerne "I Know Where It's At", "Never Ever" (både den britiske og amerikanske version), "If You Want to Party (I Found Lovin')", "Lady Marmalade", "Under the Bridge" og "Bootie Call" inklusive liveoptrædener fra MTV med sangene "Take the Key" og "Under the Bridge" samt interviews. Musikvideoerne til "Silver Shadow" og "War of Nerves" er ikke inkluderet, da sidstnævnte blev udgivet senere same år, og førstnævnte allerede var blevet udgivet i den tidligere inkarnation af gruppen, All Saints 1.9.7.5, og den var heller ikke med på deres debutalbum.

## Spor
| 1. | "I Know Where It's At"                                          | 3:59 |
| 2. | "Take the Key" (MTV live)                                       |      |
| 3. | "Never Ever"                                                    | 4:32 |
| 4. | "If You Want to Party (I Found Lovin')"                         | 4:06 |
| 5. | "Under the Bridge" (MTV live)                                   |      |
| 6. | "The Bridge" (featuring "Under the Bridge" og "Lady Marmalade") |      |
| 7. | "Bootie Call"                                                   | 4:58 |
| 8. | "Never Ever" (US video)                                         | 4:36 |